# Sigurd Lundin
Daniel Sigurd Lundin (i riksdagen kallad Lundin i Los), född 24 mars 1908 i Los församling i Gävleborgs län, död där 1 juli 1984, var en svensk vägmästare och politiker (socialdemokrat).
Lundin var ledamot av riksdagens första kammare från 1963, invald i Gävleborgs läns valkrets.